# Хребет (посёлок)
Хребе́т — посёлок железнодорожной станции в Миасском городском округе Челябинской области.

## География и история
Расположен в 9 километрах восточнее посёлка Новозлатоуст и в 20 километрах западнее Миасса, между реками Каменка и Сыростан. Ближайшие населённые пункты: Новый Хребет, посёлок Сыростан и село Сыростан. Железнодорожный разъезд Хребет основан в первой половине 1890-х годов в связи со строительством железной дороги. В источнике 1917 года отмечен как разъезд Хребет. Населённый пункт расположен на восточном склоне хребта Урал-Тау, отсюда и название.

## Население
| 2002 | 2010 |
| ---- | ---- |
| 787  | ↗806 |

По данным Всероссийской переписи, в 2010 году численность населения посёлка составляла 806 человек (397 мужчин и 409 женщин).

## Улицы
Уличная сеть посёлка состоит из 3 улиц.

## Транспорт
В посёлке расположена одноимённая ж/д станция.